# Rumore (video)

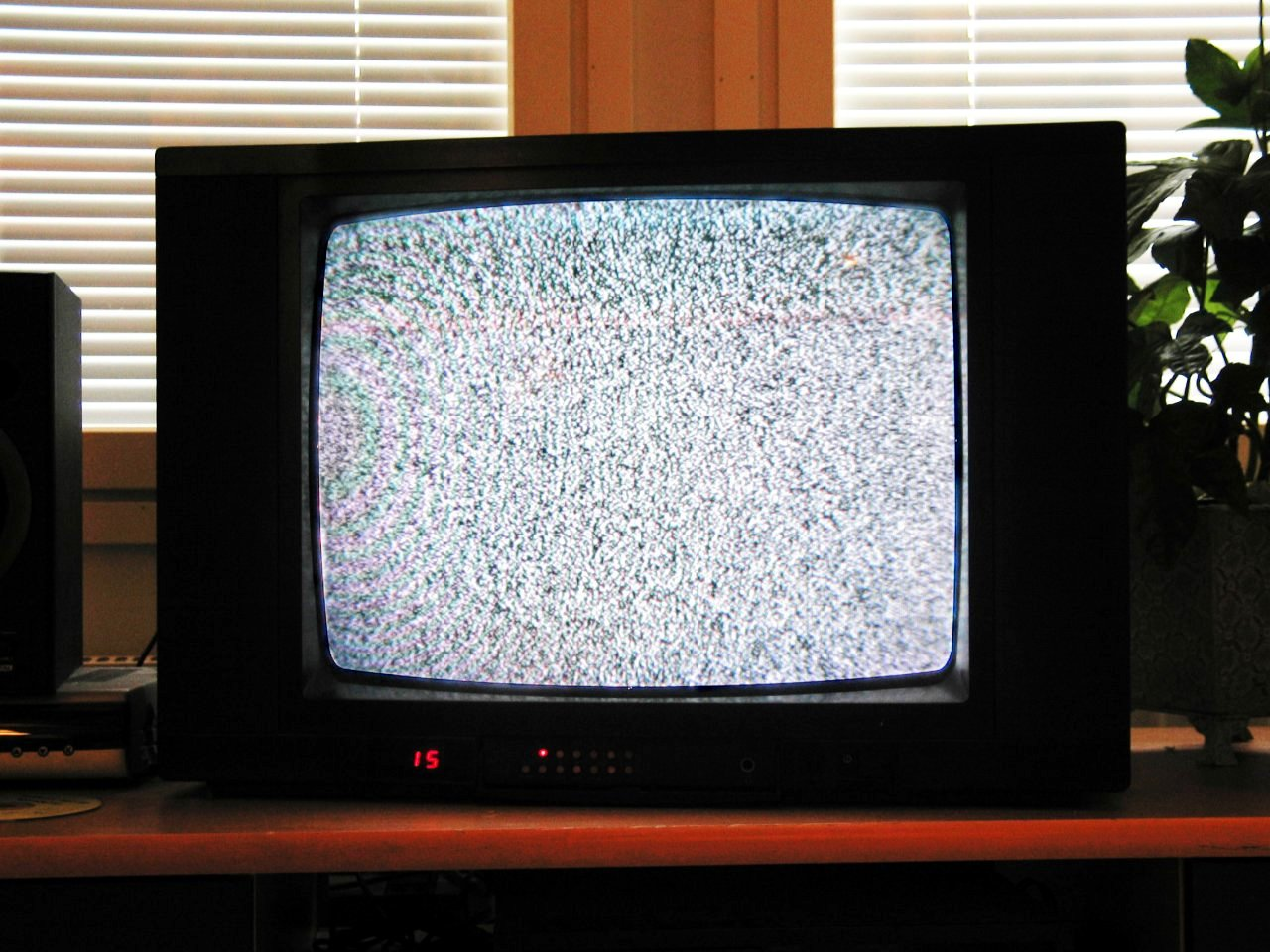
Rumore su un televisore a tubo catodico.

Il rumore, nel video e nella televisione analogica, indica un rumore bianco generato da una continua disposizione casuale di pixel mostrata quando non viene ricevuto alcun segnale di trasmissione dall'antenna ricevente dei televisori o di altri dispositivi dotati di monitor. La disposizione casuale sovrimpressa sull'immagine, visibile come uno sfarfallio casuale di "punti" o "fiocchi di neve", è dato dal rumore elettronico ed elettromagnetico captato  accidentalmente dal ricevitore. Questo effetto è osservabile soprattutto con i sistemi televisivi analogici o durante la riproduzione di VHS vergini.
Vi sono molte sorgenti di rumore elettromagnetico che causano il caratteristico "effetto neve": oltre alle cause atmosferiche, vi sono i segnali elettromagnetici sprigionati dalla radiazione cosmica di fondo o le onde radio generate dai dispositivi elettronici.
Lo stesso dispositivo con il monitor è una fonte di disturbo, dovuto in parte al rumore termico prodotto dalla circuiteria interna. La maggior parte del rumore proviene dal primo transistor al quale l'antenna è collegata.